# Pochwiak średni

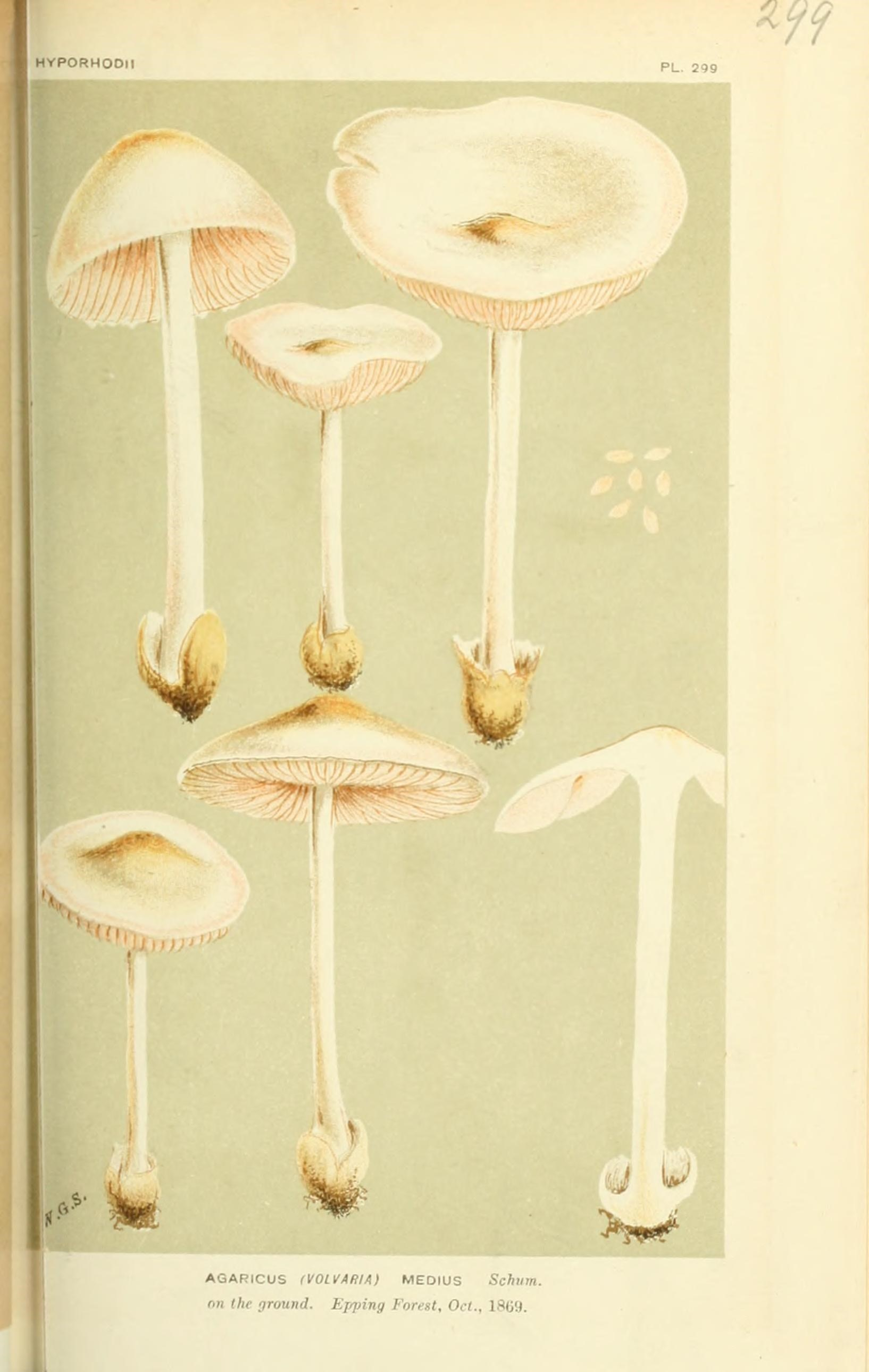

Pochwiak średni (Volvariella media (Schumach.) Singer) – gatunek grzybów z rodziny łuskowcowatych (Pluteaceae).

## Systematyka i nazewnictwo
Pozycja w klasyfikacji według Index Fungorum: Volvariella, Pluteaceae, Agaricales, Agaricomycetidae, Agaricomycetes, Agaricomycotina, Basidiomycota, Fungi.
Po raz pierwszy opisał go w 1803 r. Heinrich Christian Friedrich Schumacher, nadając mu nazwę Agaricus medius> Obecną nazwę naukową nadał w 1951 r. Rolf Singer. Synonimy:
- Agaricus medius Schumach. 1803
- Volvaria media (Schumach.) Gillet 1876

Polską nazwę nadali w 1983 Gumińska i Wojewoda.

## Morfologia
Kapelusz
Średnica 4–6,5 cm, początkowo paraboliczny, potem stopniowo rozpłaszczający się, okrągły. Powierzchnia gładka, lepka, kremowobiała. Brzeg prosty i prążkowany.
Blaszki
Rzadkie, wolne, nierówne, początkowo białe, potem różowe do różowomięsistych. Ostrza równe, białe.
Trzon
Wysokość 8–9 cm, grubość 0,5–0,6 cm, walcowaty, przy podstawie bulwiasty, pełny. Powierzchnia naga, biała lub kremowa.
Miąższ
Gruby na środku, cienki ku brzegom, białawy.
Cechy mikroskopowe
Podstawki 63,3 × 13,3 µm, bardzo długie, szkliste i 4-zarodnikowe ze sterygmami o średnicy 4,5 μm. Zarodniki 11,6–13,3 × 8,5–10 µm, eliptyczne, Q = 1,3–1,7, migdałowate, gładkie i różowe. Pleurocystydy 76,6 × 13,3 µm, cylindryczne, szkliste.

## Występowanie i siedlisko
Występuje w Europie i Azji. Najwięcej stanowisk podano w Europie. W Polsce podano stanowiska w okolicy Kwidzyna, Krakowa i Ostrowca Świętokrzyskiego. Aktualne stanowiska podaje także internetowy atlas grzybów. Znajduje się na Czerwonej Liście. Rośnie w trawie.